# Android Cop
Pour plus de détails, voir Fiche technique et Distribution.
Android Cop est un film d'action et de science-fiction américain de 2014, produit par The Asylum et réalisé par Mark Atkins. Le film met en vedette Michael Jai White, Charles S. Dutton, Randy Wayne et Kadeem Hardison. C’est un mockbuster de RoboCop,.

## Synopsis
En 2045, le détective Hammond (Michael Jai White) reçoit un nouveau partenaire : Andy (Randy Wayne), un policier robot de lutte contre le crime, à la pointe de la technologie. Hammond ne fait pas confiance aux machines en raison d’un incident antérieur dans lequel son partenaire a été tué par une tourelle de canon automatisée malgré l’utilisation d’un code pour la contrôler. Il entretient une relation tendue, souvent sarcastique, avec Andy. 
Hammond et Andy sont chargés de récupérer un androïde de Telepresence en fuite, contenant la conscience de la fille du maire Jacobs (Charles S. Dutton), Helen (Larissa Vereza), qui ignore toujours qu’elle est un esprit humain dans un corps de machine. Hammond et Andy sont envoyés dans la « Zone », un quartier de Los Angeles en quarantaine depuis qu’il a été dévasté par un tremblement de terre qui a causé des fuites nucléaires. Les résidents de la Zone, infectés, sont devenus des mutants. Cependant, Hammond et Andy ne savent pas qu’un certain nombre de leurs collègues officiers du LAPD sont corrompus, et travaillent pour le maire Jacobs lui-même. Ce dernier a un plan visant à provoquer la violence dans le but de justifier une invasion de la zone et l’élimination de ses résidents. Les flics corrompus sont dirigés par le sergent Jones (Kadeem Hardison), le collègue de Hammond. Hammond et Andy atteignent la Zone et retrouvent le téléphone portable d’Helen, mais celle-ci vient à leur secours lorsqu’une bombe est placée sur leur voiture. Helen leur révèle que les résidents de la zone donnent naissance à des enfants en bonne santé et sans mutation, ce qui leur fait réaliser que l’histoire des fuites nucléaires était un mensonge. En route vers ce qu’ils croient être un point d’extraction, Hammond, Andy et Helen se rendent compte que le mensonge sur les fuites nucléaires a été répandu pour manipuler les prix des terres, et que la véritable source de la maladie est le programme de largage de nourriture pour lequel le maire Jacobs a reçu des honneurs.
Au point d’extraction, Helen se rend compte qu’elle est un androïde et Hammond la réconforte. Jones et une équipe de flics corrompus arrivent avec l’intention de tuer Hammond, Andy et Helen, mais Andy découvre leurs motivations en analysant leurs mouvements faciaux. Alors que Hammond et Helen s’enfuient, les flics corrompus initient leur plan « B », passant outre aux contrôles d’un androïde de la police. Cependant, ce n’est pas Andy, c’est Hammond. L’incident avec la tourelle de canon dans le passé dans lequel avait été impliqué Hammond lui a en fait causé des blessures mortelles, tandis qu’Helen a été blessée en essayant de l’aider. Tous les deux ont été placés sous assistance respiratoire, et ils ont reçu le contrôle des androïdes de Telepresence. Hammond résiste aux tentatives de le forcer à éliminer Helen et surcharge l’ordinateur de contrôle, conservant le plein contrôle de ses actions. Andy retient l’équipe de Jones et tous les trois s’échappent. Ils décident qu’ils doivent atteindre la ville et rendre publique la vérité sur le plan du maire Jacobs.
Dans une ultime tentative désespérée de sauver leurs plans, les flics corrompus déconnectent le support de vie de Hammond et Helen, ne leur laissant qu’une vingtaine de minutes avant que leurs corps androïdes ne s’éteignent. Andy saute sur le véhicule volant transportant l’équipe de Jones et le fait s’écraser, tandis que Hammond et Helen se ruent à l’hôpital. Avec très peu de temps restant, ils s’embrassent sur le siège arrière de leur voiture avant que Hammond meure. Andy rejoint Helen avec l’aide de son infirmière androïde, dont il avait accédé aux ordinateurs plus tôt, et lui fait une injection. Le maire Jacobs arrive. Croyant qu’Helen est morte, Jacobs remercie Andy pour ses services et prétend qu’Helen a signé un ordre de ne pas la réanimer, qui doit être appliqué. Cependant, Helen se réveille et se souvient de tout, à la grande surprise de Jacobs. Andy utilise ses systèmes de communication pour diffuser leur conversation, révélant au public la trahison du maire Jacobs. Les policiers honnêtes restants arrivent pour arrêter Jacobs, qui se suicide.
Quelque temps plus tard, les schémas neuronaux de Hammond ont été programmés dans un androïde complet, le ressuscitant dans un corps similaire à celui d’Andy. Reprenant leur partenariat sarcastique mais productif, ils reprennent du service.

## Distribution
- Michael Jai White : Officier de police Hammond
- Charles S. Dutton : le maire Jacobs
- Kadeem Hardison : Sergent Jones
- Randy Wayne : Android Cop/Andy
- Larissa Vereza : Helen Jacobs
- Jay Gillespie : Reynolds
- Deena Trudy : l’officier de police Jackson
- Delpaneaux Wills : l’officier de police Williams
- Duane Avery : Newald Mason

## Versions
Le film est sorti directement en vidéo et en vidéo à la demande le 4 février 2014 aux États-Unis. Dans la tradition du catalogue de The Asylum, Android Cop est un mockbuster du remake de RoboCop de Metro-Goldwyn-Mayer et Columbia Pictures en 2014.